# Reserva Particular do Patrimônio Natural Estação Biológica da Mata do Sossego
A Reserva Particular do Patrimônio Natural Estação Biológica da Mata do Sossego é uma reserva particular brasileira localizada no estado de Minas Gerais. Está a cerca de 324 km de Belo Horizonte, entre os municípios de Simonésia e Manhuaçu.
É uma importante unidade de conservação do muriqui-do-norte, e estuda-se a implementação de um corredor ecológico entre esta unidade e a RPPN Feliciano Miguel Abdala, em Caratinga. Tal medida é preponderante na viabilidade das populações de muriquis de Minas Gerais.